# Ichneumon volesus
Ichneumon volesus là một loài tò vò trong họ Ichneumonidae.